# 이지요
이지요(본명 김상희)는 대한민국의 2013년 MBC 문화방송 20기 공채 코미디언으로 데뷔한 개그맨 출신 및 트로트 가수이다. 

## 경력
- 아침마당
- 무엇이든 물어보세요 패널

## 음반
2021년 하쿠나 마타타
2020년 내 짝꿍